# Bezalel

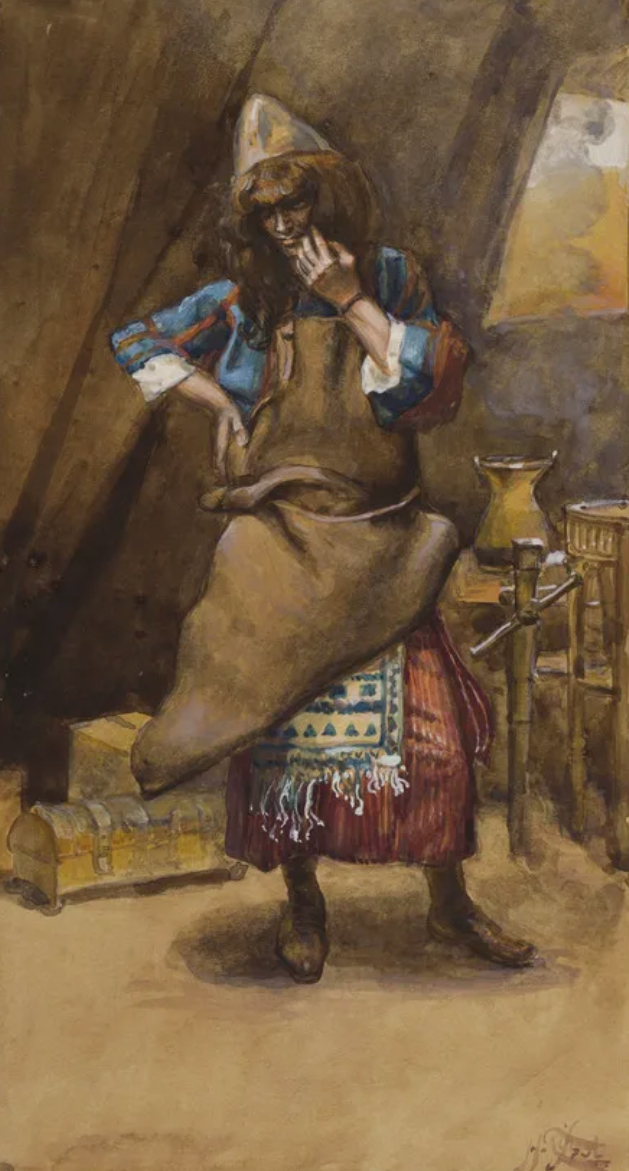
El orfebre, gouache sobre tabla, c. 1896-1902, de James Tissot (Museo Judío, Nueva York)

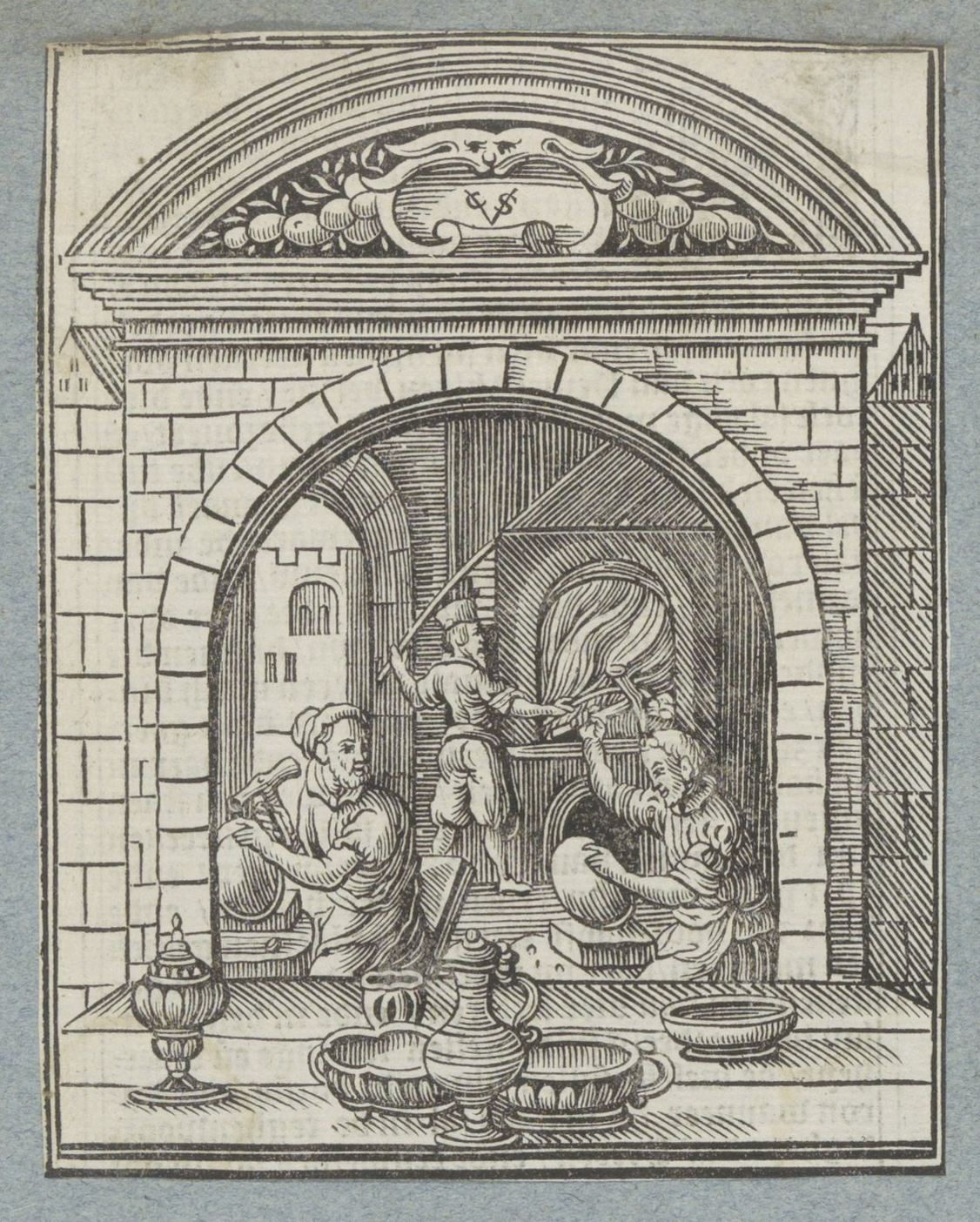
Bezalel, Oholiab y un ayudante fabrican vasijas para el tabernáculo (grabado de Pieter Jacopsz Paets, 1645)

En Éxodo 31:1-6 y los capítulos 36 a 39, Bezalel, Bezaleel, o Betzalel (בְּצַלְאֵל, Bəṣal'ēl), fue el principal artesano del Tabernáculo y estuvo a cargo de la construcción del Arca de la Alianza, asistido por Olihab. La sección del capítulo 31 describe su selección como jefe de artesanos, en el contexto de la visión de Moisés de cómo Dios quería que se construyera el tabernáculo, y los capítulos 36 a 39 relatan el proceso de construcción emprendido por Bezalel, Oholiab y todos los artesanos dotados y trabajadores dispuestos, de acuerdo con la visión.
En otras partes de la Biblia, el nombre aparece solo en las listas genealógicas del Libros de las Crónicas, pero según las inscripciones cuneiformes una forma variantedel mismo, «Ṣil-Bēl», fue utilizada por un rey de Gaza que fue contemporáneo de Ezequías y Manasés.
El nombre «Bezalel» significa «a la sombra [protección] del dios El». En las listas genealógicas, Bezalel es descrito como el hijo de Uri (Éxodo 31:1), el hijo de Hur, de la tribu de Judá (I Crónicas 2:18, 19, 20, 50). Se decía que era un artesano muy dotado, que mostraba gran habilidad y originalidad en el grabado de metales y piedras preciosas y en el tallado en madera. También era un maestro artesano, con muchos aprendices a su cargo a los que instruía en las artes (Éxodo 35:30-35). Según la narración del Éxodo, fue llamado y dotado por Dios para dirigir la construcción del tabernáculo de reunión y su mobiliario sagrado, y también para preparar las vestiduras de los sacerdotes y el aceite y el incienso necesarios para el servicio.
También estaba a cargo de los aceites santos, el incienso y las vestiduras sacerdotales. Caleb era su bisabuelo.

## En la literatura rabínica
La tradición rabínica relata que cuando Dios decidió nombrar a Bezalel arquitecto del Tabernáculo del desierto, preguntó a Moisés si la elección le parecía aceptable, y recibió la respuesta: «Señor, si él te es aceptable, seguramente también lo será para mí». Sin embargo, por orden de Dios, la elección se remitió al pueblo para su aprobación y fue respaldada por ellos. Moisés ordenó entonces a Bezalel que se pusiera a hacer el Tabernáculo, el santo Arca, y los utensilios sagrados. Sin embargo, hay que señalar que Moisés los mencionó en un orden algo invertido, poniendo el Tabernáculo en último lugar (compárese Éxodo 25:10, 26:1 y siguientes, con Éxodo 31:1-10). Bezalel le sugirió sabiamente que los hombres suelen construir primero la casa y luego proveer los muebles; pero que, dado que Moisés había ordenado que el Tabernáculo se construyera al final, probablemente había algún error y la orden de Dios debía de haber sido diferente.
Bezalel poseía una sabiduría tan grande que podía combinar las letras del alfabeto con las que se crearon el cielo y la tierra; este es el significado de la declaración (Éxodo 31:3): «Lo he llenado [...] de sabiduría y conocimiento», que fueron los instrumentos con los que Dios creó el mundo, como se afirma en el Proverbios 3:19, 20 En virtud de su profunda sabiduría, Bezalel logró erigir un santuario que parecía un lugar de residencia adecuado para Dios, que es tan exaltado en el tiempo y el espacio El candelabro del santuario era de una naturaleza tan complicada que Moisés no podía comprenderlo, aunque Dios le mostró dos veces un modelo celestial; pero cuando se lo describió a Bezalel, este lo entendió de inmediato y lo hizo enseguida; ante lo cual Moisés expresó su admiración por la rápida sabiduría de Bezalel, diciendo de nuevo que debía haber estado «a la sombra de Dios» (en hebreo, «beẓel El») cuando le mostraron los modelos celestiales Se dice que Bezalel tenía al menos trece años cuando realizó su gran obra, Sanedrín 69b); debía su sabiduría a los méritos de sus piadosos padres; siendo su abuelo Hur y su bisabuela Miriam, era, por tanto, sobrino nieto de Moisés.

## Legado
La Academia de Artes y Diseño Bezalel y el movimiento artístico Escuela Bezalel en Israel llevan su nombre.